# Neochromis greenwoodi
Neochromis greenwoodi é uma espécie de peixe da família Cichlidae. É endémica da Tanzânia.
Os seus habitats naturais são: lagos de água doce.